# Езерищенский район
Езерищенский район (бел. Езярышчанскі раён) — административно-территориальная единица в составе Белорусской ССР, существовавшая в 1924—1929 и 1935—1962 годах. Центр — Езерище.

## История
Езерищенский район был образован в 1924 году в составе Витебского округа. В 1926 году площадь района составляла 718 км², а население 26,8 тыс. чел. В 1929 году район был упразднён.
В 1935 году район был восстановлен в прямом подчинении БССР под названием Меховский район. В январе 1938 года с введением областного деления включён в состав Витебской области.
По данным на 1 января 1947 года район имел площадь 1,3 тыс. км². В его состав входили 15 сельсоветов: Вировлянский, Газьбенский (центр — д. Банники), Горецкий, Езерищенский (центр — д. Рудня), Зайковский, Кузьминский, Межанский, Меховский, Обольский, Поташненский, Пылькинский (центр — д. Гурки), Рудненский, Солодухинский (центр — д. Горка), Хвошненский, Холомерский.
Численность населения по переписи 1959 года — 19 240 человек.
18 марта 1958 года Меховский район был переименован в Езерищенский.
20 января 1960 года в состав Езерищенского района из упразднённого Суражского района переданы Шабровский и Хмельникский сельсоветы.
В декабре 1962 года Езерищенский район был упразднён, а его территория 25 декабря 1962 года передана в состав образованного Городокского района.